# Dekatagung
Dekatagung is een bestuurslaag in het regentschap Gresik van de provincie Oost-Java, Indonesië. Dekatagung telt 2295 inwoners (volkstelling 2010).